# Guararapes (kommun)
Guararapes är en kommun i Brasilien.   Den ligger i delstaten São Paulo, i den södra delen av landet, 700 km söder om huvudstaden Brasília. Antalet invånare är 30 600.
Följande samhällen finns i Guararapes:
- Guararapes

Omgivningarna runt Guararapes är en mosaik av jordbruksmark och naturlig växtlighet. Runt Guararapes är det ganska glesbefolkat, med 32 invånare per kvadratkilometer.